# WiiWare
WiiWare foi um serviço de distribuição de jogos eletrônicos e aplicativos projetados exclusivamente para o console Nintendo Wii, da empresa Nintendo, criado em dezembro de 2006 e encerrado em janeiro de 2019. Os softwares podiam ser baixados pela Wii Shop Channel. O serviço faz companhia ao Virtual Console, o qual é especializado em emulação de jogos retrô de outros sistemas, enquanto no WiiWare os jogos são originais e produzidos especificamente para o Wii.
O WiiWare tornou-se um espaço dedicado para que desenvolvedores independentes pudessem lançar títulos inovadores, originais e de menor orçamento nos consoles de jogos eletrônicos da Nintendo (semelhante à proposta da Xbox Live Arcade e da PlayStation Store). O kit de desenvolvimento custou cerca de US$ 2 mil e os desenvolvedores precisavam ser licenciados e aprovados pela Nintendo. De acordo com a Nintendo, os "novos controles de movimento do Wii foram importantes para o desenvolvimento de novos jogos de diversos gêneros e também tornou possível ideias que anteriormente só existiam na mente dos desenvolvedores".
Diferente do DSiWare, que era uma versão equivalente do serviço para o Nintendo DSi, os jogos WiiWare estão indisponíveis na Nintendo eShop. No entanto, os jogos WiiWare podem ser comprados e jogados no console Wii U - o sucessor do Wii - através do Modo Wii. Após o lançamento do Wii U, em 2012 a distribuição digital de jogos eletrônicos pela Nintendo eShop foi melhorada, em comparação com os serviços anteriores da Nintendo.
Em 29 de setembro de 2017, com o anúncio do Wii Shop Channel sendo fechado em 30 de janeiro de 2019, os jogos do WiiWare (assim como a compatibilidade invertida no Wii U) não podem mais ser adquiridos. Até segunda ordem, os usuários podem refazer o download e/ou transferir títulos já comprados do WiiWare.

## Lançamentos
Os jogos de WiiWare foram lançados oficialmente em 25 de março de 2008 no Japão e em 12 de maio de 2008 na América. Na Europa o canal foi lançado em 20 de maio de 2008.

## Jogos
Em 10 de outubro de 2007 a Nintendo realizou um pré-conferencia no Japão, revelando os principais jogos de WiiWare a serem lançados, incluindo: Everyone's Pokémon Ranch, Dr. Mario Online Rx e Final Fantasy Crystal Chronicles: My Life as a King. O jogo ainda citou vagas informações sobre os futuros lançamentos: Family Table Tennis, Mojipittan e Magnetica Twist. A Hudson anunciou o lançamento de três títulos: Bomberman, Star Soldier R e Joysound.
No ocidente, diversas empresas demonstraram interesse em desenvolver jogos para o canal: A GarageGames lançou uma versão de sua engine com suporte a WiiWare; Telltale anunciou o desenvolvimento do jogo Bad's Cool Game for Attractive People; A Capcom e a Gameloft mostraram títulos que foram lançados para o canal.
Os jogos do WiiWare possuíam preços entre 500 e 1500 Wii Points, alguns terão o serviço Pay-to-Play, onde poderão ser comprados extras no jogo em troca de Wii points.

## Canais
Além de jogos, desde o lançamento do Wii existem alguns canais:
- Photo Channel
- Check Mii Out Channel
- Everybody Votes Channel
- Nintendo Channel
- Internet Channel
- Disc Channel
- Wii Fit Channel